# قائمة النازيين
قائمة الأشخاص البارزين الذين كانوا في وقت ما من أعضاء الحزب النازي البائد. ليس المقصود أن تكون هذه قائمة بكل شخص كان عضواً في الحزب النازي. هذه قائمة من الشخصيات البارزة التي كانت ناشطة داخل الحزب وفعلت شيئًا مهمًا في داخلها من خلال ملاحظة تاريخية أو الذين كانوا أعضاء في الحزب النازي وفقًا لمنشورات متعددة. للحصول على قائمة بالزعماء الرئيسيين وأهم الشخصيات الحزبية، انظر: قائمة قادة ومسؤولي الحزب النازي.
تم تقسيم هذه القائمة إلى أربعة أقسام لأن حجمها كبير:
1. قائمة النازيين (أ – ع): من غوستاف آب إلى هانز هاينز إيورز (حوالي 247 اسمًا)
2. قائمة النازيين (ف – ق): من أرنولد فانك إلى كورت كوتنر (حوالي 268 اسمًا)
3. قائمة النازيين (ل – ر) : من بودو لافرينتز إلى برنهارد روست (حوالي 232 اسمًا)
4. قائمة النازيين (س – ز) : من ارنست ساجبيل إلى فريتز زويجلت (حوالي 259 اسمًا)

## روابط خارجية
- فئة AZ من أعضاء الحزب النازي على ويكيبيديا الألمانية
- Wistrich, Robert S. (2001). Who's who in Nazi Germany (ط. 3). روتليدج (دار نشر). ISBN:0-415-26038-8. مؤرشف من الأصل في 2019-12-22.  Wistrich, Robert S. (2001). Who's who in Nazi Germany (ط. 3). روتليدج (دار نشر). ISBN:0-415-26038-8. مؤرشف من الأصل في 2019-12-22.  Wistrich, Robert S. (2001). Who's who in Nazi Germany (ط. 3). روتليدج (دار نشر). ISBN:0-415-26038-8. مؤرشف من الأصل في 2019-12-22.